# Grupa galaktyk
Grupa galaktyk – układ niewielkiej liczby galaktyk (zwykle nie więcej niż 50) rozmieszczonych w obszarze o rozmiarach około 2 Mpc i masie rzędu 1013 M☉. Na ogół w grupie galaktyk dominuje jedna lub kilka jasnych galaktyk otoczonych przez obiekty dużo słabsze, satelity i słabiej związane galaktyki. Droga Mleczna i Wielka Mgławica Andromedy są dominującymi galaktykami Grupy Lokalnej, zawierającymi ponad 90% jej masy. Określenia gromada używa się natomiast do zbiorowisk liczących od kilkudziesięciu do kilku tysięcy galaktyk.